# جي بي يو-39
قنبلة صغيرة القطر (بالإنجليزية: Small Diameter Bomb)‏ أو ما يعرف اختصارا بـ إس دي بي (SDB) أو جي بي يو-39 (بالإنجليزية: GBU-39)‏ هي قنبلة منزلقة موجهة بدقة، زنة 110 كيلوغرام (250 رطل). والهدف من صنعها هو توفير القدرة للطائرات على حمل أكبر عدد من القنابل. ومعظم طائرات القوات الجوية الأمريكية قادرة على حمل حزمة من أربعة إس دي بي في مكان قنبلة واحدة من زنة 907 كجم (2000 رطل) باستخدام رف تعليق من نوع ("BRU-61/A").
القنبلة صغيرة القطر الثانية (بالإنجليزية: Small Diameter Bomb II)‏ أو إس دي بي الثانية (SDB-II) / جي بي يو-53/بي (بالإنجليزية: GBU-53/B)‏، من المقرر ان تدخل الإنتاج في يناير 2014، ستعمل بالبحث الثلاثي (الرادار والأشعة تحت الحمراء، والليزر semiactive) مع توجيه بواسطة نظام الملاحة بالقصور الذاتي ونظام التموضع العالمي. 